# Fora (Nordland)
Pour les articles homonymes, voir Fora.
Fora est une localité du comté de Nordland, en Norvège.

## Géographie
Administrativement, Fora fait partie de la kommune d'Evenes.